# Nguyễn Trung Trực
Nguyễn Trung Trực (chữ Hán: 阮忠直; 1838 – 1868) là thủ lĩnh phong trào khởi nghĩa chống Pháp vào cuối thế kỷ 19 ở Nam Bộ Việt Nam.

## Thân thế và sự nghiệp

### Làm dân chài
Nguyễn Trung Trực tên thật là Nguyễn Văn Lịch, sinh năm 1838 tại xóm nghề thôn Bình Nhựt, tổng Cửu Cư Hạ, huyên Cửu An, phủ Tân An, tỉnh Gia Định (nay thuộc ấp 1, Thạnh Đức, Bến Lức, Long An). Thuở nhỏ, ông còn có tên là Chơn.
Nguyên quán gốc Nguyễn Trung Trực ở xóm Lưới, thôn Vĩnh Hội, tổng Trung An, huyện Phù Cát, Thị Trấn Bình Định (ngày nay là thôn Vĩnh Hội 
, xã Cát Hải, huyện Phù Cát, tỉnh Bình Định). Ông nội là Nguyễn Văn Đạo, cha là Nguyễn Văn Phụng (tục danh là Thăng hoặc Trường), mẹ là bà Lê Kim Hồng.
Khi chiến tranh Tây Sơn nổ ra, gia đình ông Nguyễn Văn Đạo (ông nội của Nguyễn Văn Lịch) chạy giặc vào Nam định cư tại thôn Bình Nhựt, tổng Bình Cách, huyện Thuận An, Phủ Tân Bình, trấn Phiên An (nay thuộc xã Thạnh Đức, huyện Bến Lức, tỉnh Long An) và sinh sống bằng nghề chài lưới vùng hạ lưu sông Vàm Cỏ Đông.

### Làm Quản cơ
Nguyễn Trung Trực sinh ra và lớn lên tại xóm nghề thôn Bình Nhật. Được học văn võ tại Bảo Định, Định Tường. Đặc biệt năm 1858 – 1859, ông đoạt giải quán quân võ đài tại Cai Tài, phủ lỵ Tân An. Võ sinh các môn phái tham gia võ đài đều tôn Nguyễn Văn Lịch làm thủ lĩnh Dân quân tham gia đánh giặc Pháp.

Tranh vẽ Nguyễn Trung Trực đầu quân cho Trương Công Định, trưng bày tại Khu Di tích Vàm Nhựt Tảo, Long An.

Tháng 2 năm 1859, Pháp nổ súng tấn công thành Gia Định. Vốn xuất thân là dân chài, nằm trong hệ thống lính đồn điền của kinh lược Nguyễn Tri Phương, nên ông sốt sắng theo và còn chiêu mộ được một số nông dân vào lính để gìn giữ Đại đồn Chí Hòa, dưới quyền chỉ huy của Nguyễn Tri Phương nhưng không được trọng dụng nên ông lui về Tân An. Tại quê nhà xóm nghề thôn Bình Nhựt, phủ Tân An, ông tuyên thệ xuất quân ngày 10 tháng 3 năm Canh Thân (1860), đầu quân tại thành Kỳ Hòa dưới quyền chỉ huy của Trương Định và được phong là quyền sung Quản binh đạo, và khi thành Kỳ Hòa thất thủ, ông lại lui về phủ Tân An chống giặc.
Sau đó ông chỉ huy đốt cháy tàu L'Espérance của Pháp, nên còn được gọi là Quản Chơn hay Quản Lịch. Trong sự nghiệp kháng thực dân Pháp của ông, có hai chiến công nổi bật, đã được danh sĩ Huỳnh Mẫn Đạt khen ngợi bằng hai câu thơ sau:
Hỏa hồng Nhựt Tảo oanh thiên địa
Kiếm bạt Kiên Giang khấp quỷ thần.
Thái Bạch dịch:
Lửa bừng Nhựt Tảo rêm trời đất
Kiếm tuốt Kiên Giang rợn quỷ thần.

#### Hỏa hồng Nhựt Tảo
Bài chính: Trận Nhựt Tảo
Sau khi Đại đồn Chí Hòa thất thủ ngày 25 tháng 2 năm 1861, Nguyễn Trung Trực về Tân An. Đến ngày 12 tháng 4 năm 1861, thành Định Tường thất thủ, quân Pháp kiểm soát vùng Mĩ Tho, thường cho những tàu chiến vừa chạy tuần tra vừa làm đồn nổi di động. Một trong số đó là chiếc tiểu hạm L'Espérance (Hi Vọng), án ngữ nơi vàm Nhật Tảo (nay thuộc xã An Nhựt Tân, huyện Tân Trụ, tỉnh Long An).

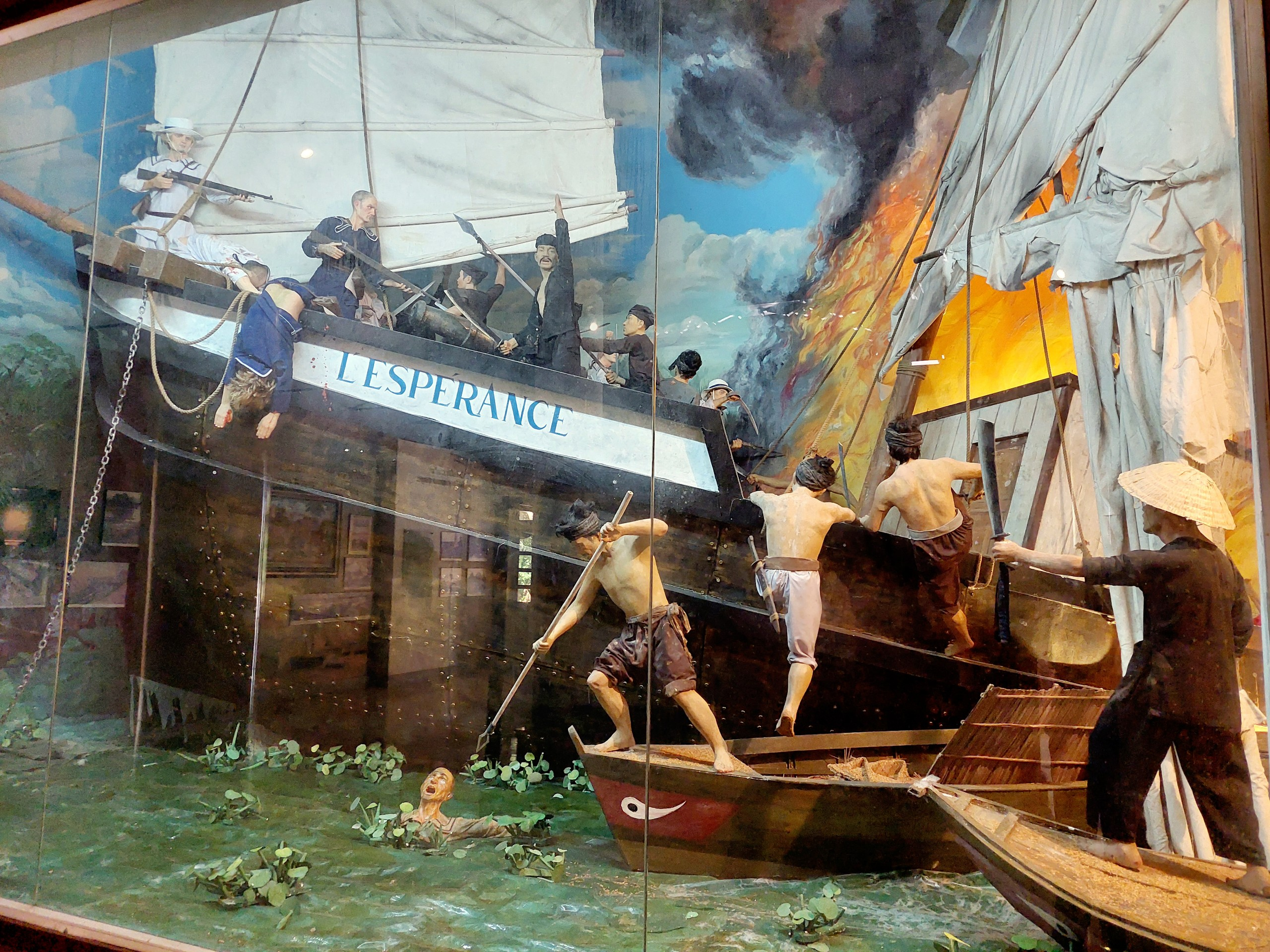
Mô hình tái hiện trận chiến Nhựt Tảo năm 1861 tại Khu Di tích Vàm Nhựt Tảo, Tân Trụ, Long An.

Vào khoảng sáng ngày 10 tháng 12 năm 1861, Nguyễn Trung Trực) cùng quyền sung Phó Quản binh đạo Huỳnh Khắc Nhượng, Võ Văn Quang, quản toán Nguyễn Học, và hương thôn Hồ Quang Chiêu (Đại Nam thực lục chép là lương thân Hồ Quang)...tổ chức đám cưới giả phục kích đốt cháy chiến hạm L'Espérance.
Trận này quân của Nguyễn Trung Trực đã diệt 17 lính và 20 cộng sự người Việt, chỉ có tám người trốn thoát (2 lính Pháp và 6 lính Tagal, tức lính đánh thuê Philippines, cũng còn gọi là lính Ma Ní) (bên ta có 4 chiến sĩ hy sinh được triều đình truy tặng và làng Nhật Tảo được trợ cấp vì bị quân địch đốt cháy).
Lúc đó, viên sĩ quan chỉ huy tàu là trung úy hải quân Parfait không có mặt, nên sau khi hay tin dữ, Parfait đã dẫn quân tiếp viện đến đốt cháy nhiều nhà cửa trong làng Nhựt Tảo để trả thù.

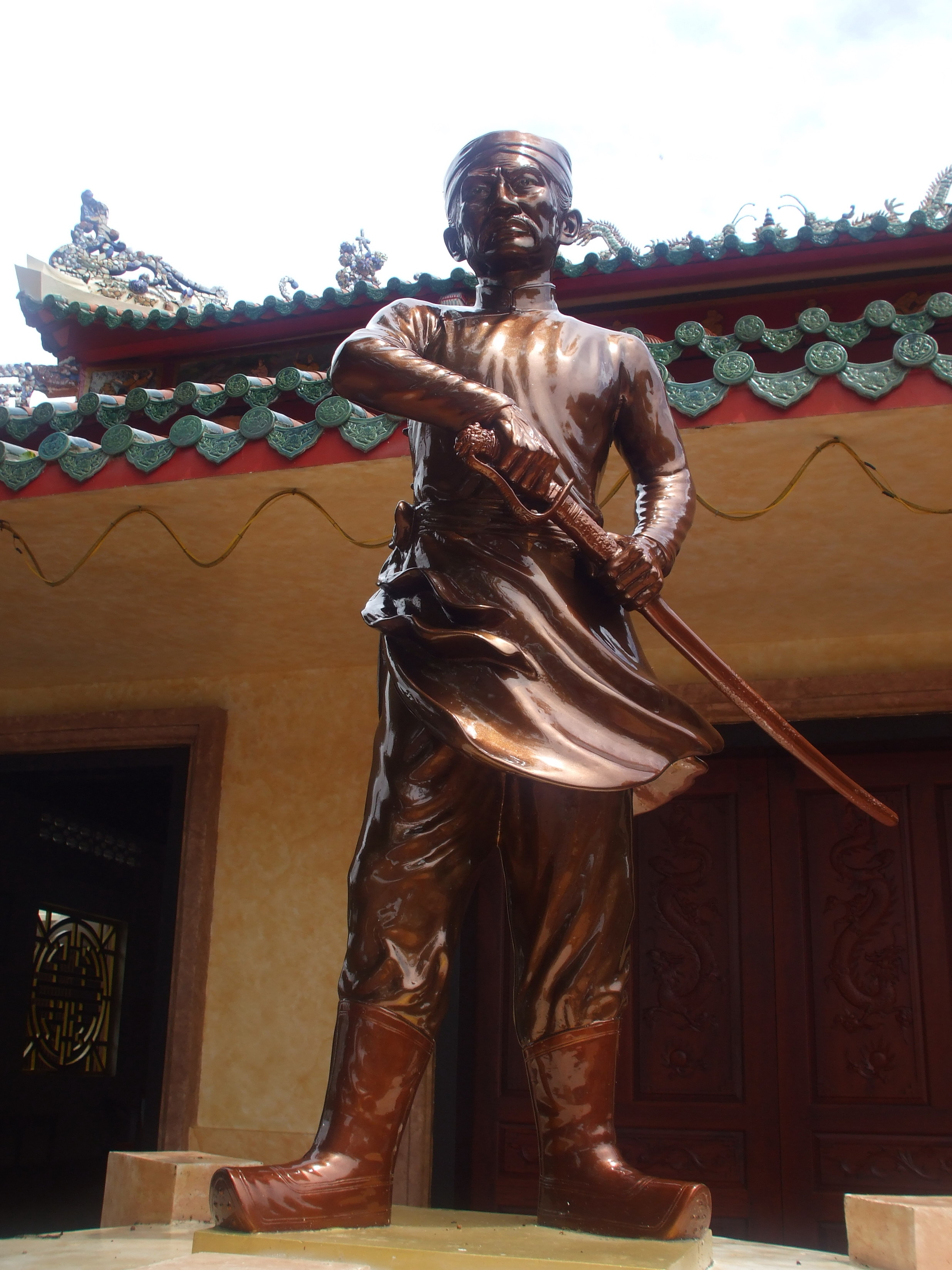
Tượng Nguyễn Trung Trực tại sân đền thờ chính ở TP Rạch Giá.

#### Kiếm bạc Kiên Giang
Bài chính: Trận đồn Kiên Giang

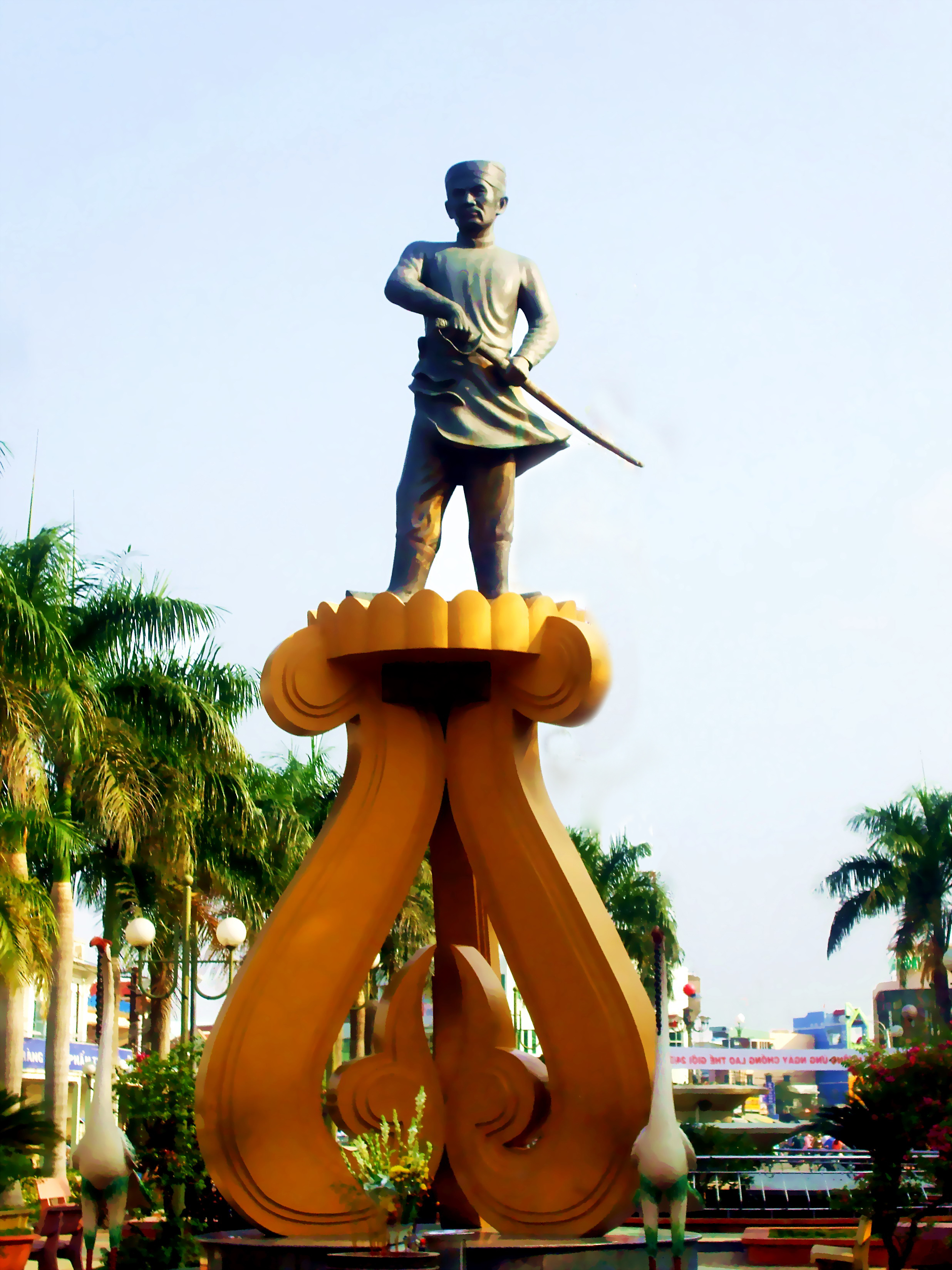
Tượng đài Nguyễn Trung Trực tại công viên trung tâm thành phố Rạch Giá

Sau lần đốt được tàu L'Espérance của Pháp, Nguyễn Trung Trực cùng nghĩa quân tiếp tục chiến đấu qua lại trên các địa bàn Gia Định, Biên Hòa. Khi Hòa ước Nhâm Tuất 1862 được ký, ba tỉnh miền Đông lọt vào tay thực dân Pháp, Nguyễn Trung Trực không rời 3 tỉnh miền Đông, phối hợp với lãnh binh Trương Định đánh giặc Pháp. Kỉ niệm 3 năm chiến thắng Nhựt Tảo (ngày 11/12/1864) ông Nguyễn tổ chức lễ tế nghĩa sĩ tại Tam Bình, Cần Giuộc (Long An), đọc văn tế nghĩa sĩ của cụ Nguyễn Đình Chiểu nhằm tố cáo tội ác của quân lang sa, mã tà cướp nước. Sau khi Bình Tây Đại Nguyên Soái Trương Định hi sinh, triều đình hối thúc rời 3 tỉnh miền Đông nên ông Nguyễn đem quân về miền Tây lập căn cứ nhiều nơi chống Pháp.
Đầu năm 1867, ông được triều đình phong chức Hà Tiên thành thủ úy để trấn giữ đất Hà Tiên, nhưng ông chưa kịp đến nơi thì tòa thành này đã bị quân Pháp chiếm mất vào ngày 24 tháng 6 năm 1867. Không theo lệnh triều đình rút quân ra Bình Thuận, Nguyễn Trung Trực đem quân về lập mật khu ở Sân chim (tả ngạn sông Cái Lớn, huyện An Biên, tỉnh Kiên Giang) kháng Pháp với danh hiệu Dân chúng tự vệ và đổi tên thành Nguyễn Trung Trực (từ đây ông Nguyễn không còn liên quan gì tới triều đình nhà Nguyễn nữa). Từ nơi này, ông lại dẫn quân đến Hòn Chông (nay thuộc xã Bình An, huyện Kiên Lương, tỉnh Kiên Giang, lập thêm căn cứ kháng Pháp.
Ở Kiên Giang, sau khi nắm được tình hình của đối phương và tập trung xong lực lượng (trong số đó có cả hương chức, nhân dân Việt – Hoa –Khmer); vào 4 giờ sáng ngày 19 tháng 6 năm 1868, Nguyễn Trung Trực bất ngờ dẫn quân từ Tà Niên (nay là xã Vĩnh Hòa Hiệp, huyện Châu Thành, tỉnh Kiên Giang) đánh úp đồn Kiên Giang (nay là khu vực UBND tỉnh Kiên Giang), do Trung úy Sauterne chỉ huy.
Kết thúc trận, nghĩa quân chiếm được đồn, tiêu diệt được 5 viên sĩ quan Pháp, 67 lính, thu trên 100 khẩu súng cùng nhiều đạn dược và làm chủ tình hình được 5 ngày liền. 
Đây là lần đầu tiên, lực lượng nghĩa quân đánh đối phương ngay tại trung tâm đầu não của tỉnh. Nhận tin Chủ tỉnh Rạch Giá cùng vài sĩ quan khác bị giết ngay tại trận, George Diirrwell gọi đây là một sự kiện bi thảm (un événement tragique).
Hai ngày sau (ngày 18 tháng 6 năm 1868), Thiếu tá hải quân A. Léonard Ausart, Đại úy Dismuratin, Trung úy hải quân Richard, Trung úy Taradel, Trần Bá Lộc, Tổng Đốc Phương nhận lệnh Bộ chỉ huy Pháp ở Mỹ Tho mang binh từ Vĩnh Long sang tiếp cứu. Ngày 21 tháng 6 năm 1868, Pháp phản công, ông phải lui quân về Hòn Chông (Kiên Lương, Kiên Giang) rồi ra đảo Phú Quốc, lập chiến khu tại Cửa Cạn nhằm kình chống đối phương lâu dài.

### Ra Phú Quốc và bị bắt
Bài chính: Trận Cửa Cạnh

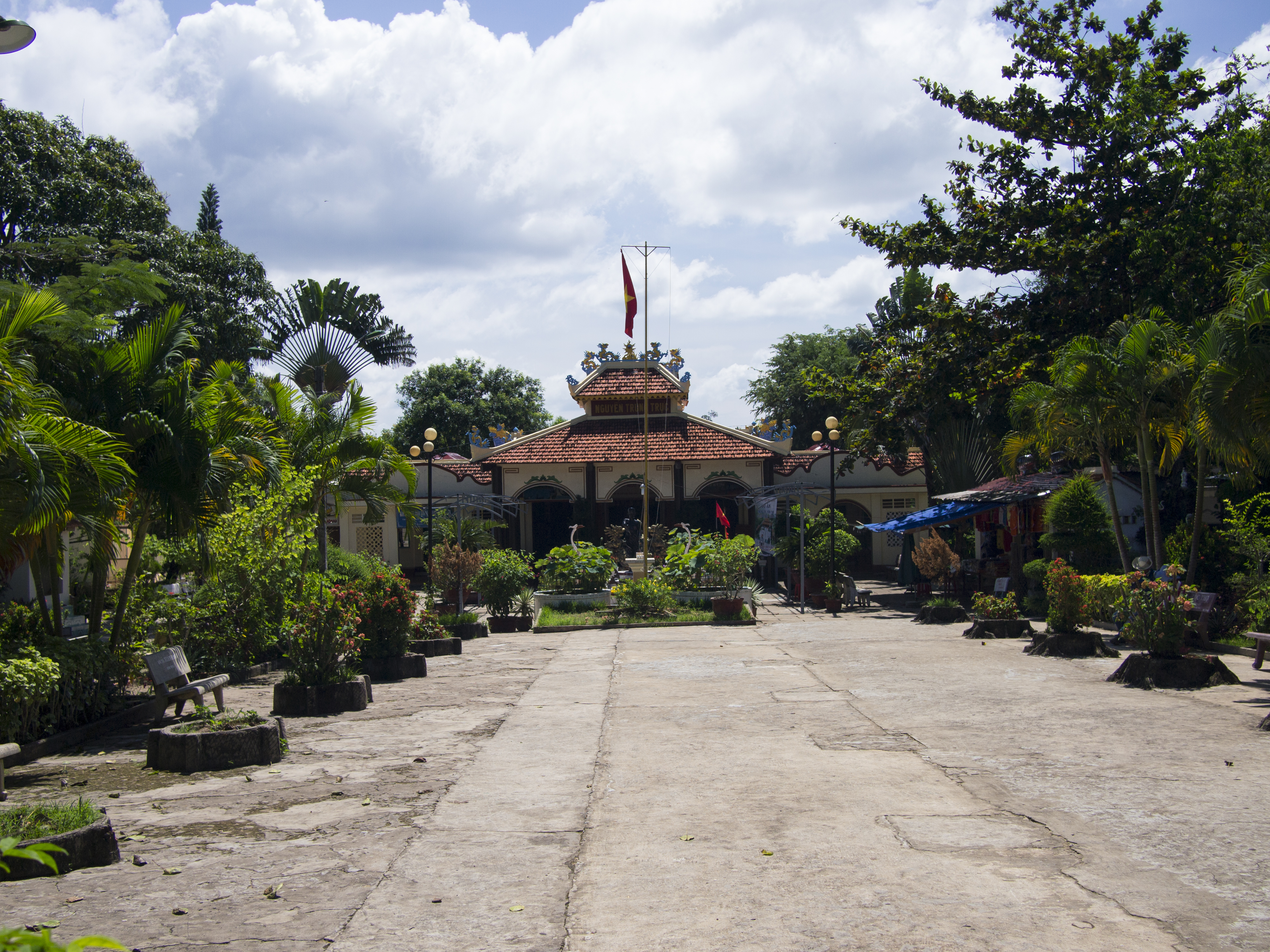
Đền thờ Nguyễn Trung Trực ở Phú Quốc, ảnh chụp năm 2015.

Sau những chiến công vang dội của Nguyễn Trung Trực, giặc Pháp thất điên bát đảo, điên cuồng truy sát ông và nghĩa quân. Chúng tàn sát 700 người dân Rạch Giá để trả thù trận tấn công đồn đó. Các tên Việt gian Tấn, Lộc, Phương tìm đủ mọi cách bắt ông. Chúng treo giải thưởng 500 đồng và quan chức cho ai bắt được ông hoặc dâng thủ cấp. Độc ác hơn, chúng bắt mẹ ông Nguyễn, đồng bào và trẻ con mà mỗi ngày chúng đem bắn mấy người, bắn cho đến khi nào Nguyễn Trung Trực ra hàng mới thôi. Trong lúc này, vợ ông bị bệnh hậu sản qua đời. Chôn cất vợ xong, lúc đầu nhân dân còn cho con ông bú thép, sau giặc Pháp khủng bố, họ bỏ chạy vào rừng. Đứa bé chưa đầy tháng tuổi, không sữa nên đã chết. Trong phút cuối cùng nơi rừng sâu, tay ôm xác con, mẹ bị chúng bắt, nhân dân thì bị tra khảo tàn sát, nghĩa quân đang bị núng thế, thuốc súng không còn, thế giặc lại mạnh; ông quyết định chọn lấy sự hi sinh nộp mình cho giặc vào ngày 19 tháng 9 năm 1868, hầu cứu lấy nghĩa quân và nhân dân khỏi bị tàn sát. Bọn Pháp hí hửng vì bắt được ông, chúng giở trò đối xử tử tế, rút quân và đưa ông từ Rạch Giá về Sài Gòn bằng tàu Hải Âu. Suốt chặng đường một ngày một đêm, tên Việt gian Huỳnh Công Tấn cố hết sức khuyên ông theo Pháp để hưởng vinh hoa phú quý, chức tước, lợi lộc nhưng ông gác ngoài tai và khẳng khái nói:" Tôi muốn làm một chức thôi, chức gì mà có quyền chặt đầu tất cả bọn Tây xâm lược... ".
Nhà sử học Phạm Văn Sơn thuật chuyện:
Hương chức và dân trên đảo bị đội Tấn dọa phải theo và phụ lực với hắn để bao vây bọn ông Trực. Sau hai trận ghê gớm, bọn ông Trực phải trốn vào trong núi. Đội Tấn rượt theo, nghĩa quân bị kẹt trong một khe núi nhỏ hẹp. Cùng đường, bọn ông Trực phải ra hàng...
Giám đốc Sở nội vụ Paulin Vial viết:
Nguyễn Trung Trực chịu nộp mạng, chỉ vì thiếu lương thực và vì mạng sống của bao nghĩa quân đang bị bao vây hàng tháng trời ròng rã tại Phú Quốc
Nhưng có người lại cho rằng để bảo toàn lực lượng nghĩa quân, nhân dân trên đảo và lòng hiếu với mẹ (Pháp đã bắt mẹ của ông để uy hiếp), Nguyễn Trung Trực tự ra nộp mình cho người Pháp và đã bị đưa về giam ở Sài Gòn.
Nhưng theo lời khai ít ỏi của Nguyễn Trung Trực khi ông bị giam cầm ở Khám Lớn Sài Gòn với Đại úy Piquet, thanh tra bổn quốc sự vụ, thì sự việc như thế này, trích biên bản hỏi cung:
...Tôi cho biết rõ rằng tôi đã tự ý quy thuận lãnh binh Tấn. Vì hắn đến đảo, hắn bảo viết thơ yêu cầu tôi quy hàng, vì chúng tôi bị bao vây trong núi không có gì để sống, tôi bảo một người dân trói tôi và dẫn tôi đến Tấn. Nếu tôi muốn tiếp tục chiến đấu, hắn không bắt tôi được dễ dàng như thế...
Rất tiếc bản cáo của lãnh binh Tấn gửi cho thống đốc Nam kỳ về "việc bắt Nguyễn Trung trực và Tống binh Cân" đã bị thất lạc từ ngày 23 tháng 5 năm 1950, vì thế sự việc chưa được tường tận.

### Thọ tử

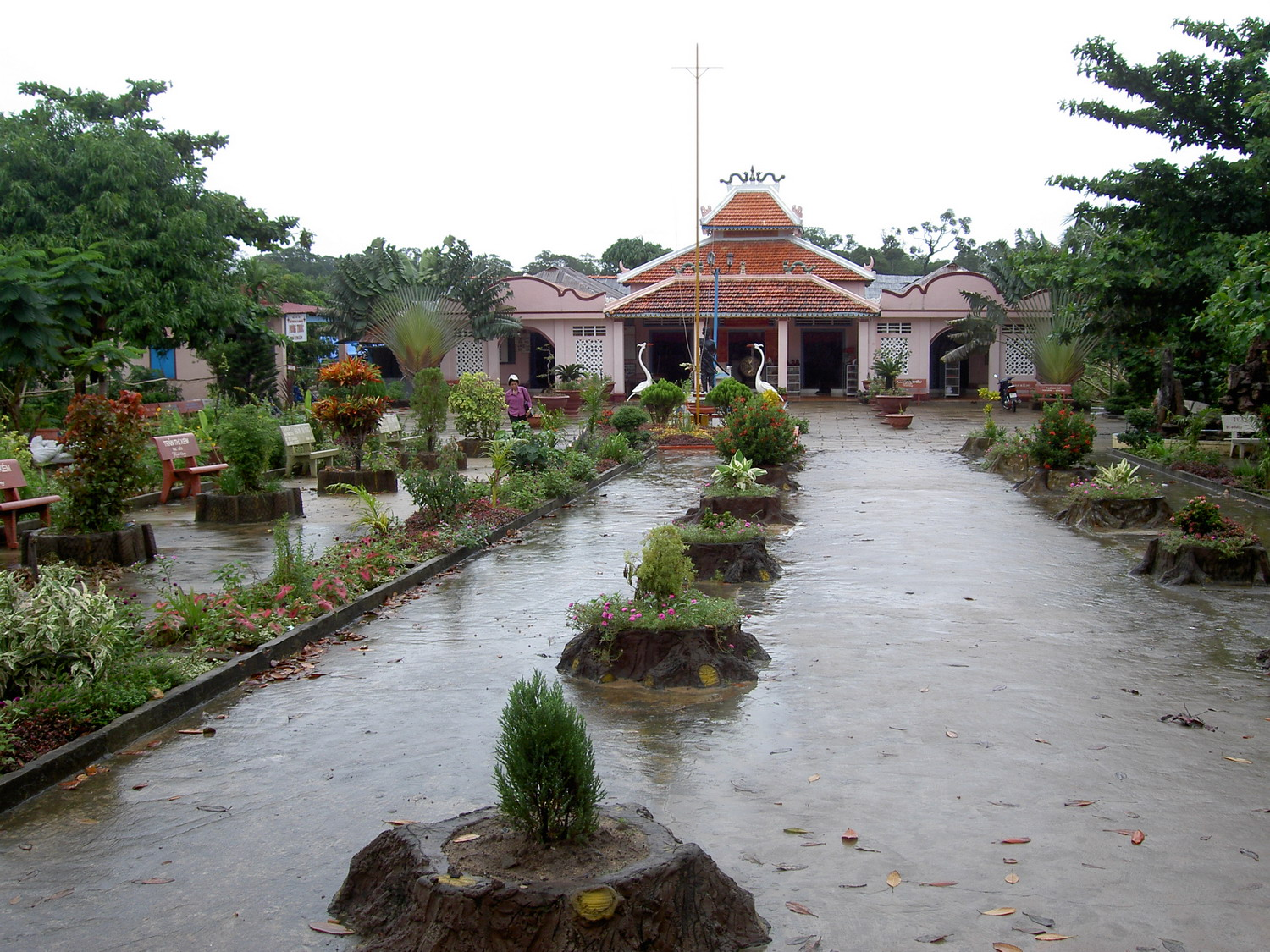
Đền thờ Nguyễn Trung Trực ở Phú Quốc.

Bắt được Nguyễn Trung Trực, Pháp đưa ông lên giam ở Khám Lớn Sài Gòn để lấy khẩu cung. Theo Việt sử tân biên, mặc dù Lãnh binh Tấn đã hết sức can thiệp để Pháp tha mạng cho ông Trực, nhưng Thống đốc Nam Kỳ G. Ohier không chịu. Vì cho rằng không thể tha được "một người đã không coi luật quốc tế ra gì, đã hạ một cái đồn của chúng ta và giết chết 30 người Pháp!" Và rồi ngày 27 tháng 10 năm 1868 (nhằm ngày 12/9 Mậu Thìn 1868), nhà cầm quyền Pháp đã đưa ông Trực ra pháp trường tại Rạch Giá và sai một người khmer trên Tưa (người dân thường gọi ông là Bòn Tưa) đưa ông ra hành hình, hưởng dương khoảng 30 tuổi.

Tranh vẽ Nguyễn Trung Trực thọ hình tại Rạch Giá, trưng bày tại Khu Di tích Vàm Nhựt Tảo, Long An.

Người ta kể rằng:
Vào buổi sáng ngày 27 tháng 10 năm 1868, nhân dân Tà Niên nơi nổi tiếng về nghề dệt chiếu, và nhiều nơi khác đổ xô ra chợ Rạch Giá, vì Pháp đem Nguyễn Trung Trực ra hành quyết. Ông Trực yêu cầu Pháp mở trói, không bịt mắt để ông nhìn đồng bào và quê hương trước phút "ra đi". Bô lão làng Tà Niên đến vĩnh biệt ông, đã trải xuống đất một chiếc chiếu hoa có chữ "thọ"(chữ Hán) màu đỏ tươi thật đẹp cho ông bước đứng giữa. Ông hiên ngang, dõng dạc trước pháp trường, nhìn bầu trời, nhìn đất nước và từ giã đồng bào...
Tương truyền, trước khi bị hành quyết Nguyễn Trung Trực đã ngâm một bài thơ:
Thư kiếm tùng nhung tự thiếu niên,
Yêu gian đàm khí hữu long tuyền,
Anh hùng nhược ngộ vô dung địa.
Bảo hận thâm cừu bất đái thiên.
Thi sĩ Đông Hồ dịch:
Theo việc binh nhung thuở trẻ trai,
Phong trần hăng hái tuốt gươm mài.
Anh hùng gặp phải hồi không đất,
Thù hận chang chang chẳng đội trời.

## Câu nói lưu danh
Khi ông bị người Pháp giải về Sài Gòn, viên thống soái Nam Kỳ lúc bấy giờ vừa dụ hàng vừa hăm dọa, Nguyễn Trung Trực đã trả lời rằng: 
| “ | Thưa Pháp soái, chúng tôi chắc rằng chừng nào ngài cho trừ hết cỏ trên mặt đất, thì mới may ra trừ tiệt được những người ái quốc của xứ sở này. | ” |

Khi bị giam ở Khám Lớn Sài Gòn, ông cũng đã bình tĩnh nói với người hỏi cung là Đại úy Piquet:
| “ | Số phận tôi đã đầy đủ, tôi đã không thành công trong việc cứu nguy nước tôi, tôi chỉ xin một điều là người ta kết liễu đời tôi càng sớm càng tốt. | ” |

Và trước khi hy sinh, ông còn khẳng khái nhắc lại:
| “ | Bao giờ Tây nhổ hết cỏ nước Nam mới hết người Nam đánh Tây | ” |

## Khen ngợi và vinh danh

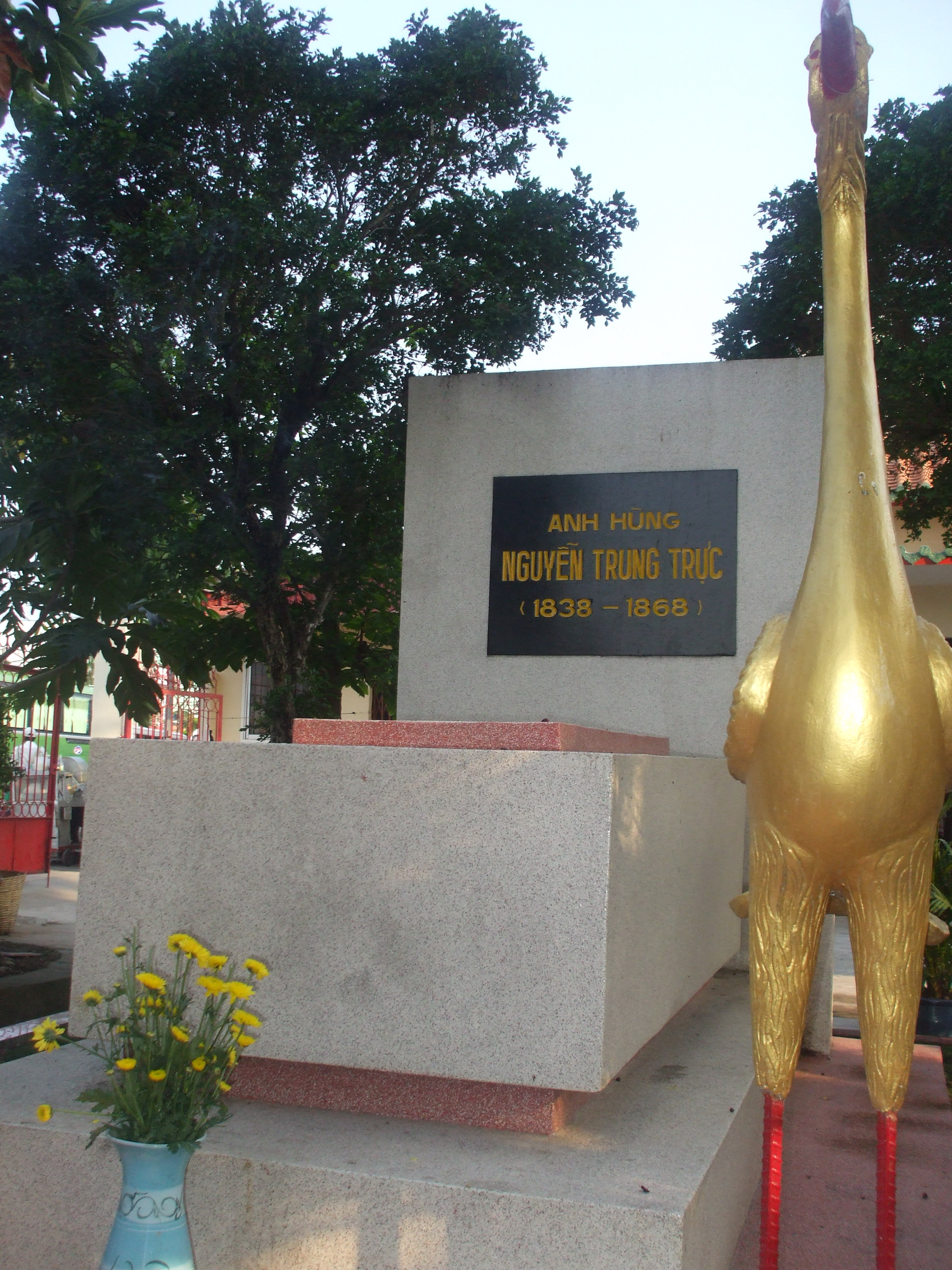
Mộ Nguyễn Trung Trực trong khuôn viên đền thờ chính tại Rạch Giá

Danh sĩ Nguyễn Thông viết: 
"Nguyễn Văn Lịch tính thâm trầm, nghiêm nghị và can đảm...". (truyện Hồ Huân Nghiệp trong Kỳ Xuyên văn sao)
Paulin Vial kể:
Trong khi Đại úy hải quân Piquet, thanh tra bổn quốc sự vụ chất vấn ông Trực, ông Trực tỏ ra rất cương quyết và rất đàng hoàng chính đáng. Các câu trả lời của ông đã cho thấy một cách chính xác phẩm chất của con người đó, người đã đóng một vai trò đáng kể.
Ở đoạn văn khác, Paulin Vial khen ngợi:
Nguyễn Trung Trực là "người rất tự trọng, có tư cách đáng quý và đầy nghị lực", là " người có gương mặt thông minh và dễ có thiện cảm" là " một người chỉ huy trẻ tuổi, rất can đảm, chống nhau với ta ngót mười năm trời.
Alfred Schreiner cho biết:
Trong suốt thời kỳ bị giam cầm, ông Trực không có lúc nào tỏ ra yếu đuối cả, một cách thẳng thắng và đàng hoàng, ông công nhận các chiến công của ông và cũng nhận là đã khinh thường sức mạnh của Pháp. Ngoài ra, ông chỉ yêu cầu ban cho ông một ân huệ, ấy là được xử tử ông ngay tức khắc.
Trong một bài thơ điếu, Huỳnh Mẫn Đạt có câu:
Anh hùng cường cảnh phương danh thọ
Tu sát đê đầu vị tử nhân.
Dịch nghĩa: 
Anh hùng cứng cổ danh thơm mãi
Lũ sống khom lưng chết thẹn dần
Tương truyền, được tin ông thọ tử, vua Tự Đức sai hoàng giáp Lê Khắc Cẩn làm lễ truy điệu, đọc bài điếu với chính bút ngự rằng:
| Ký bi ngư nhân Hùng tại quốc sĩ Hỏa Nhựt Tảo thuyền Đồ Kiên Giang lũy Địch khái đồng cừu Thân tiên tự thỉ Hiệu khí cổ kim Thử nhân nam tư Xích huyết hoàng sa Ô hô dĩ hi Huyết thực thiên thu Chương nhữ trung nghĩa. | Thái Bạch dịch: 'Giỏi thay người chài Mạnh thay quốc sĩ Đốt thuyền Nhật Tảo, Phá lũy Kiên Giang. Thù nước chưa xong Thân sao đã mất Hiệu khí xưa nay Người nam tử ấy Máu đỏ, cát vàng Hỡi ơi thôi vậy Ngàn năm hương khói, Trung nghĩa còn đây. |
Và cũng chính nhà vua này đã sắc phong ông làm Thượng Đẳng Linh Thần, thờ tại làng Vĩnh Thanh Vân, Rạch Giá nơi ông đã hiên ngang thà chịu chết chớ không chịu đầu hàng Pháp.
Đã rất nhiều năm qua, dân làng Vĩnh Thanh Vân, nhất là những ngư dân, luôn tôn kính và tự hào về Nguyễn Trung Trực, một người xuất thân từ giới dân chài áo vải, vậy mà đã trở thành một vị anh hùng, đúng với ý nghĩa: "Sống làm Tướng và chết làm Thần!" và "anh khí như hồng", nghĩa là khí tiết của người anh hùng rực rỡ như cầu vồng bảy sắc.
Vào năm 2018, để kỷ niệm 150 năm ngày mất của ông, Bưu chính Việt Nam phát hành bộ tem gồm một mẫu giá mặt 3000 đồng, họa chân dung của ông cùng trận Nhựt Tảo ở hậu cảnh.

## Các công trình gắn liền với tên tuổi Nguyễn Trung Trực
Sau khi ông bị hành hình, dân chúng cảm thương vô cùng nên đã bí mật thờ ông như một vị anh hùng trong đền thờ Nam Hải đại vương (cá Ông hay cá Voi), chính là ngôi đền thờ Nguyễn Trung Trực tại thành phố Rạch Giá hiện nay.

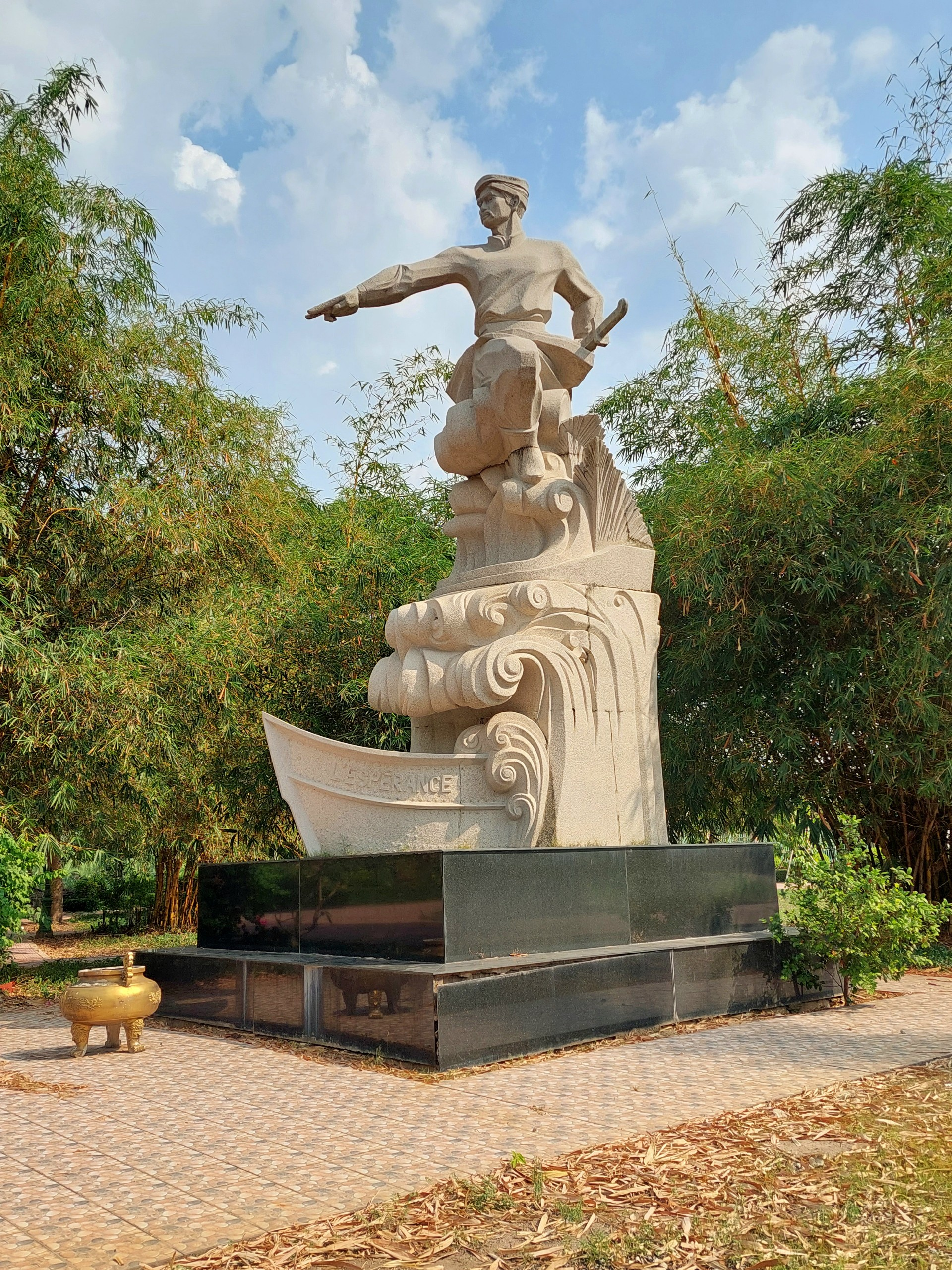
Tượng Nguyễn Trung Trực tại Khu di tích Vàm Nhựt Tảo, với ánh nhìn hướng về nơi diễn ra trận Nhựt Tảo khi xưa.

Và khi người Pháp không còn cai trị Việt Nam, vào năm 1970, nhân dân địa phương đã lập tượng Nguyễn Trung Trực bằng đồng, màu đen đặt trước "chợ nhà lồng" Rạch Giá (cũ). Hiện nay, tượng thờ này được sơn lại màu nâu đỏ, và đã được di dời vào trong khuôn viên khu đền thờ của ông tại thành phố Rạch Giá. Năm 2000, người ta đã cho làm một tượng mới bằng cũng bằng đồng lớn hơn, màu xám, để thay thế, và khu "chợ nhà lồng" mà sau này nó còn có tên là "Khu thương mại", cũng đã di dời nơi khác để nơi đó trở thành công viên.
Nhiều tỉnh thuộc đồng bằng sông Cửu Long... nhân dân đã lập đền thờ ông và hằng năm đều có tổ chức lễ tưởng niệm trọng thể. (Đình Nguyễn Trung Trực tại Rạch Giá tổ chức lễ hội vào các ngày từ 26 đến 28 tháng 8 âm lịch. Đình và mộ nơi này đã được công nhận là di tích Lịch sử–Văn hóa cấp quốc gia vào ngày 06 tháng 12 năm 1989).
Tại huyện Tân Trụ, tỉnh Long An, nơi diễn ra trận "Hỏa hồng Nhựt Tảo oanh thiên địa" của Nguyễn Trung Trực đốt cháy tàu L'Esperance của Pháp (ngay cạnh Vàm sông Nhựt Tảo), chính quyền và nhân dân đã xây dựng và khánh thành Đền Tưởng niệm Nguyễn Trung Trực trên khu đất rộng 6 ha ngày 14/10/2010 và tổ chức lễ giỗ lần đầu tiên vào ngày 11/12 tháng 9 năm Tân Mão (2011).
Tên ông được đặt cho nhiều trường học và đường phố trên cả nước, đặc biệt, tên ông cũng là của một phường cùng tên ở quận Ba Đình, Hà Nội.

## Gia quyến

### Cha mẹ
Tương truyền, Nguyễn Trung Trực rất có hiếu với mẹ. Là con trưởng, hàng ngày ông phải đi đánh bắt cá để có tiền phụ giúp gia đình. Theo sách Hỏi đáp cuộc khởi nghĩa Nguyễn Trung Trực, lúc ông đến ở Tà Niên, chuẩn bị tấn công đồn Kiên Giang, ông đã đưa mẹ đến ẩn náu ở nhà ông Dương Công Thuyên ở chợ Rạch Giá. Đến khi rút Hòn Chông, ông cũng đưa mẹ đi theo. Chỉ đến khi vượt biển ra đảo Phú Quốc, ông mới đành phải để mẹ ở lại.
Không bắt được ông, thực dân Pháp đã sai người bắt mẹ ông, rồi tìm mọi cách để bà viết thư khuyên con ra hàng, nhưng bà không nghe. Về sau, biết tin con ra hàng, bà tức giận thổ huyết mà chết. Nhưng có người lại nói rằng mẹ ông không bị quân Pháp bắt. Đây là chuyện bịa để buộc ông vì chữ hiếu mà ra hàng. Lúc Pháp tấn công Hòn Chông, thì bà đã đi lánh nạn ở đâu không rõ. Nhưng sau đó bà về ẩn náu ở Tân Thuận (nay là xã Tân Tiến, huyện Đầm Dơi, tỉnh Cà Mau) rồi mất ở đó.
Cũng theo sách này, cha Nguyễn Trung Trực mất sớm, bỏ lại 8 người con khiến mẹ ông phải sớm hôm tảo tần vất vả. Nhưng theo câu chuyện còn lưu lại trong họ tộc cha ông Trực không mất sớm. Bởi sau khi Nguyễn Trung Trực bị bắt ở Phú Quốc, ông vẫn còn sống để đưa gia đình mình và gia đình của các nghĩa quân xuống ghe về ẩn náu ở Cà Mau. Khi chồng đi, bà Tô Kim Hồng (sách Hỏi đáp cuộc khởi nghĩa Nguyễn Trung Trực ghi là Lê Kim Hồng, tức mẹ ông Trực), vẫn còn ở lại Hòn Chông, trong sự quản thúc của chính quyền thực dân và bà đã mất ở đó. Mãi sau này hài cốt của bà mới được cải táng về nằm bên cạnh chồng ở Cà Mau. Hiện nay, hậu duệ của dòng họ Nguyễn Trung Trực đông đúc cả ngàn người, sống rải rác ở khắp nơi, nhưng tập trung đông nhất là ở hai xã Tân Đức và Tân Tiến, huyện Đầm Dơi. 

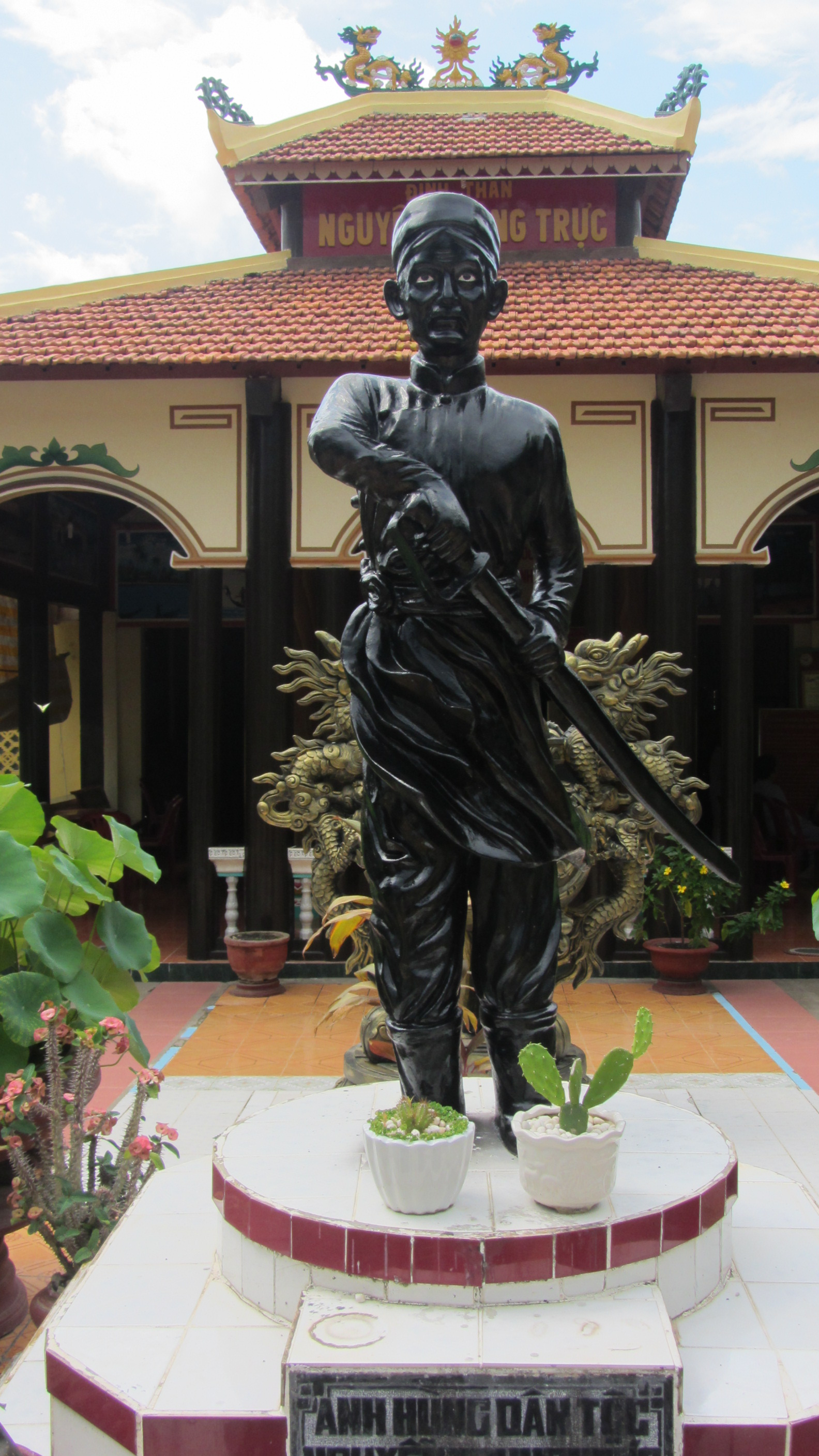
Tượng Nguyễn Trung Trực tại Phú Quốc, nơi ông bị Pháp bắt

### Vợ con
Cũng theo lời kể thì ông có người vợ tên Điều (tục gọi là bà Đỏ. Có nguồn cho rằng bà Điều và bà Đỏ là hai chị em ruột chứ không phải một người), người làng Minh Lương (nay thuộc huyện Châu Thành, Kiên Giang). Bà Điều là người đã từng theo sát ông trong suốt thời gian chống Pháp ở Kiên Giang. Có lần bà đi do thám đồn Săn Đá ở Rạch Giá, bị đối phương bắt được, nhưng Nguyễn Trung Trực đến giải cứu kịp. Sau, bà bị bắt lần nữa, bị nhốt trong khám lớn Rạch Giá, mãi đến khi ông Trực đánh chiếm đồn bót trên (1868) mới giải thoát cho bà. Chưa rõ hai người có con hay không, bà đã hy sinh ở đâu và lúc nào.
Khi ở đảo Phú Quốc, ông có thêm một vợ tên là Lê Kim Định (tục gọi bà Quan Lớn Tướng), sinh được một trai nhưng chết non. Hiện còn mộ và đền thờ của bà ở Cửa Cạn (Phú Quốc)... Theo lời kể, thì khi nghĩa quân bị vây khổn vào năm 1868, bà Định đã dùng ghe theo dòng sông Cửa Cạn để ra biển về đất liền. Nhưng chẳng may gặp đoạn sông bị cát lấp, ghe của bà bị mắc lại, không đi được. Kiệt sức, bà sinh non trong một đêm mưa bão, và rồi bị băng huyết mà chết. Hài nhi sinh non cũng chết theo. Có người tìm gặp cả hai thi hài, đem giấu vào một bọng cây. Đến khi yên ổn, người dân mới đem hài cốt hai mẹ con bà chôn cất tử tế tại bãi Ông Lang. Mộ bà được gọi là mộ Bà Lớn.
Trong biên bản hỏi cung khi Nguyễn Trung Trực bị giam ở Khám Lớn Sài Gòn, có câu:...Số phận tôi đã đầy đủ, tôi đã không thành công trong việc cứu nguy nước tôi, tôi chỉ xin một điều là người ta kết liễu đời tôi càng sớm càng tốt và mong rằng người ta cho những đứa con của tôi lên Sài Gòn. Nếu căn cứ vào câu này, thì ông có ít nhất hai ba đứa con, nhưng cuộc đời của họ sau này ra sao, không thấy tài liệu nào nói đến.

## Ảnh

Một khẩu đại bác loại nhỏ, thô sơ của nghĩa quân Nguyễn Trung Trực.
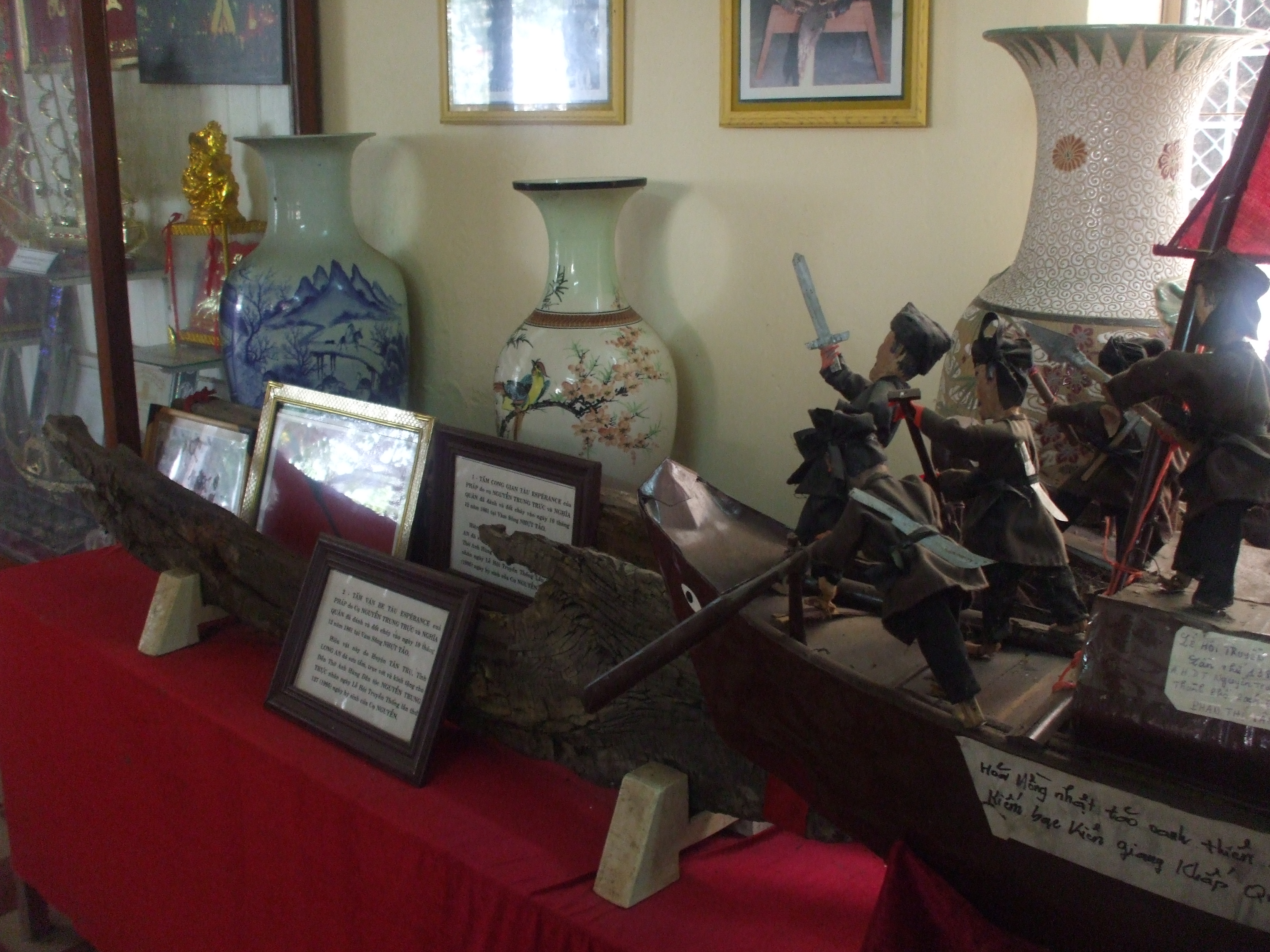
Mảnh ván tàu Espérance, được trưng bày tại đền thờ chính.
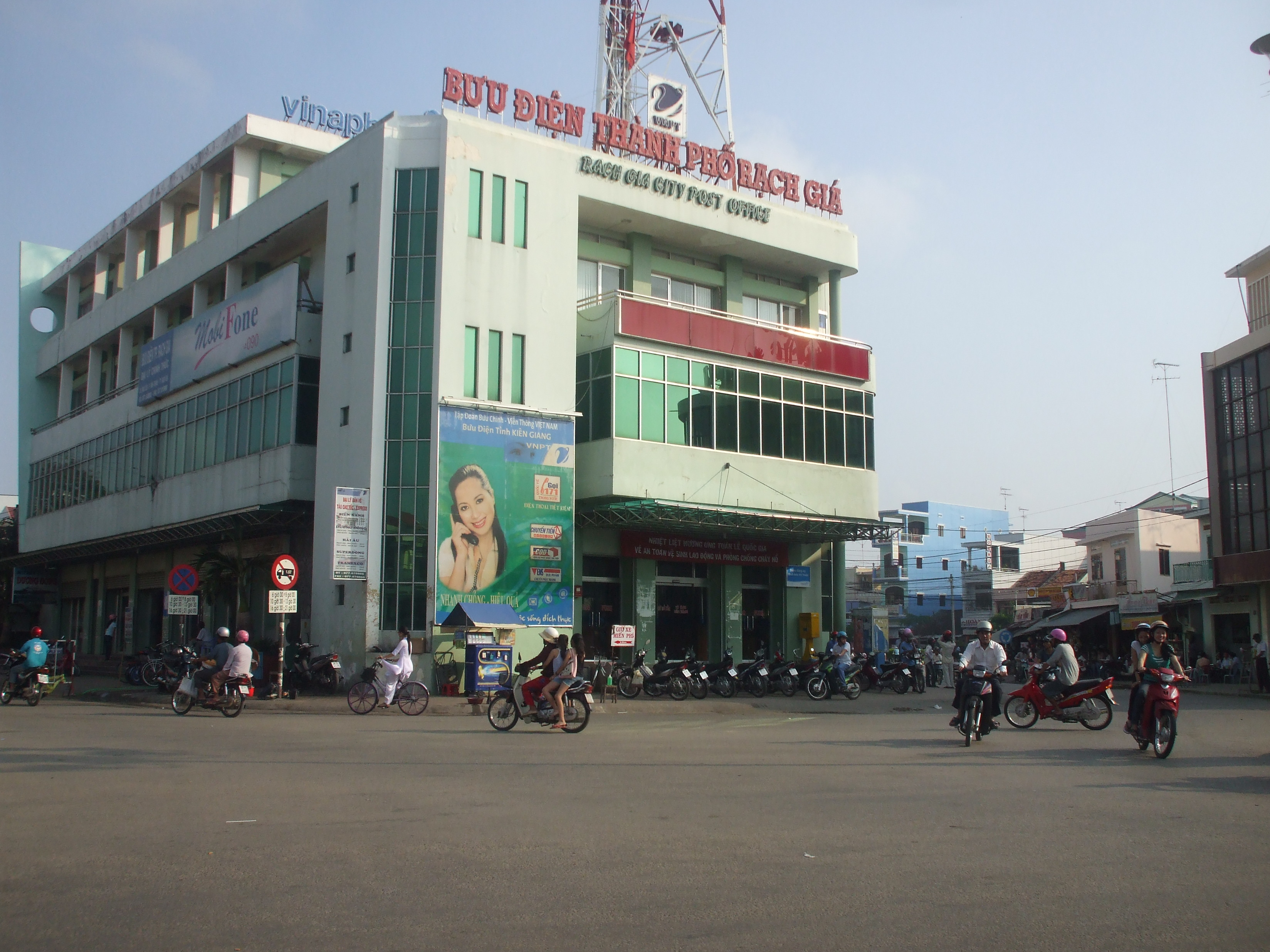
Nơi Nguyễn Trung Trực thọ án, nay là Bưu điện thành phố Rạch Giá.
Chiếu Tà Niên do dân làm ra, để tỏ lòng tôn kính ông Nguyễn.